# SN 2003be
SN 2003be – supernowa odkryta 22 lutego 2003 roku w galaktyce A123625+6206. W momencie odkrycia miała maksymalną jasność 23,10m.